# OpenBSD
Опен БСД је сигуран, слободан, вишеплатформски јуниксолики оперативни систем поникао од BSD-a. Оперативни систем OpenBSD се специјализовао у области сигурности. Пројекат је вођен од стране Теа де Радта, који га је створио 1995. као грану оперативног система .
OpenBSD је настао због личних разлика између Тео де Радта и осталих оснивача NetBSD пројекта. Упркос томе што је безбедност један од најважнијих разлога за постојање OpenBSD пројекта, она не заузима сву пажњу чланова развојног тима за OpenBSD. Због тога што потиче од оперативног система NetBSD, OpenBSD је веома преносив, који се тренутно користи на 17 различитих хардверских платформи.